# Надвлачење конопца
Надвлачење конопца је стара, једноставна, групна игра у којој се двије групе од по осам људи такмиче у физичкој снази. Надвлачење конопца спада у спортове и од 1900. до 1920. године је било званичан спорт на олимпијским играма, али је касније укинут.
Игра се састоји од тога да свака група, са члановима поређаним једним иза другог, ухвати један конопац и у датом тренутку почне да га вуче свака према себи. Побједничка група је она која успије да превуче конопац на своју страну. Прецизније, на средини конопца се означи централна тачка која на почетку буде постављена изнад централне тачке на тлу. На конопцу се затим, по четири метра од централне тачке на конопцу, на свакој страни означи по једна тачка. Када игра почне, и такмичари почну да вуку, циљ је супарничку тачку довести до централне тачке на тлу. Побједа се може постићи и уколико неки од супарничких такмичара падне или сједне на тло.
Конопац је дебео око 10 cm и мора бити довољно јак да издржи снажно развлачење.